# Juegos fúnebres en honor de Patroclo
En la mitología griega, los juegos fúnebres en honor de Patroclo fueron unos juegos atléticos realizados entre algunos de los principales aqueos en la guerra de Troya para rendir homenaje al héroe Patroclo, que había muerto durante la guerra a manos del príncipe troyano Héctor.
Lo sucedido durante la competición se relata principalmente en el canto XXIII de la Ilíada.
Tras vengar la muerte de Patroclo matando a Héctor, Aquiles presidió los juegos fúnebres que se celebraron en la planicie troyana en honor al primero.
Las pruebas fueron la carrera de carros, el pugilato, la lucha, la carrera a pie, el combate, el lanzamiento de peso, el tiro con arco y el lanzamiento de jabalina.

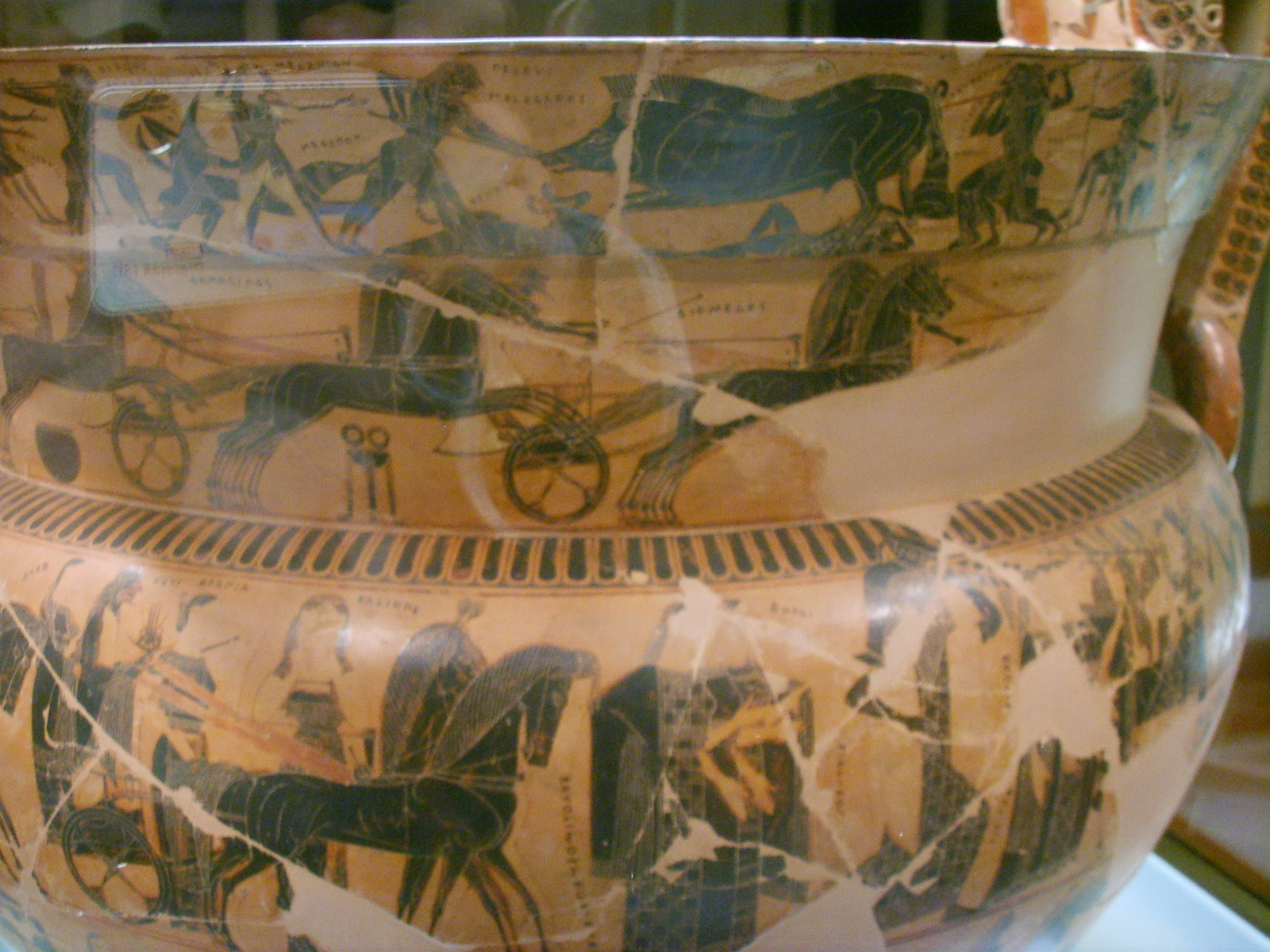
Vaso François. De las tres escenas visibles en esta foto, la central representa la carrera de carros.

## Carrera de carros
El primer premio consistía en una mujer diestra en labores y un trípode con asas; el segundo era una yegua preñada por un asno; el tercero, una caldera sin estrenar; el cuarto recibiría dos talentos de oro; y el quinto, una urna de doble asa.
Participaron Diomedes, Eumelo, Menelao, Antíloco y Meríones.

Eumelo se había puesto en cabeza seguido por Diomedes; Apolo intervino a favor de Eumelo, pero Atenea provocó la caída de este para favorecer a Diomedes, que llegó el primero. Mientras, Antíloco consiguió adelantar a Menelao de un modo temerario y llegó en segundo lugar. Tras otorgar a Diomedes el primer premio, Aquiles propuso conceder a Eumelo el segundo premio, ante lo que protestó Antíloco. Aquiles atendió a la protesta y decidió conceder a Eumelo otro regalo distinto. Por su parte, Menelao se quejó del adelantamiento del que había sido objeto por parte de Antíloco. Este le pidió perdón y admitió su error, tras lo cual Menelao le cedió el segundo premio. Meríones se llevó el cuarto premio y el quinto fue otorgado por Aquiles al anciano Néstor.

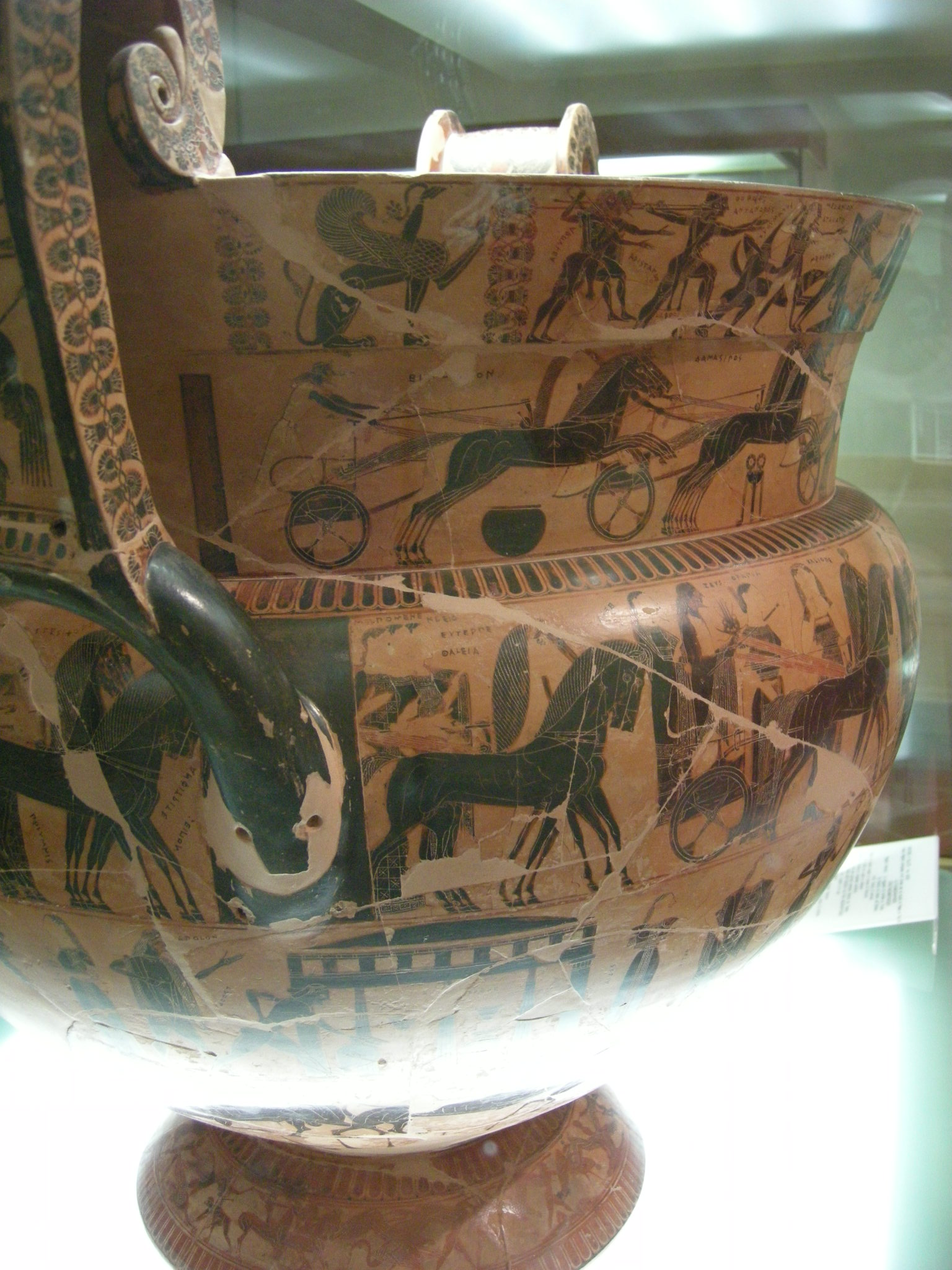
Automedonte llega en segundo lugar.

### Versiones alternativas
En el Vaso François aparece una representación de una versión alternativa de la carrera de carros de los juegos fúnebres en honor de Patroclo. En ella, los participantes fueron Odiseo, Automedonte, Diomedes, Damasippos y otro personaje cuyo nombre no está identificado con seguridad.
Existe otra escena cerámica de los juegos en honor de Patroclo pintada por Sófilos; en ella, la carrera de carros se celebra en un hipódromo, en lugar de hacerse en la llanura de Troya.

## Pugilato
Los premios ofrecidos por Aquiles fueron una mula para el ganador y una copa de doble asa para el perdedor. En primer lugar se ofreció a combatir Epeo, luchador consumado, y fue Euríalo el único que aceptó el reto. En este combate venció Epeo, dañando seriamente a su oponente, aunque al finalizar la lucha él mismo ayudó a llevarlo a curar.

## Lucha
Los premios eran un gran trípode valorado en doce bueyes para el vencedor, y una mujer, valorada en cuatro bueyes, para el vencido. Áyax Telamonio y Odiseo fueron los contendientes. Ninguno de los dos consiguió la victoria, y Aquiles interrumpió la lucha y propuso que ambos compartieran premios iguales.

## Carrera a pie
Se enfrentaron Odiseo, Áyax Oileo y Antíloco. Atenea provocó que Áyax Oileo tropezara y Odiseo pudiera vencer. Este se llevó como premio una crátera de plata, mientras Áyax se llevó un buey y Antíloco medio talento de oro, al que Aquiles agregó otro medio talento de oro por los elogios que realizó Antíloco hacia él al final de la carrera.

## Combate
Se trataba de un combate en el que los contendientes se atacaban con una lanza y estaban protegidos por una armadura y un escudo. Los participantes en esta prueba fueron Diomedes y Áyax Telamonio. El combate fue suspendido mientras se estaba celebrando por temor a que Diomedes pudiera llegar a matar a Áyax, puesto que lo atacaba muy cerca del cuello. Los premios, que consistían en una daga de plata, una pica, un broquel y un yelmo, fueron repartidos entre los dos.

## Lanzamiento de peso
Se presentaron Áyax Telamonio, Leonteo, Epeo y Polipetes. Polipetes fue el vencedor de la prueba, y su premio fue una importante cantidad de hierro.

## Tiro con arco
La prueba consistía en acertar con una flecha a una paloma. Participaron Meríones y Teucro. Por mediación de Apolo, Meríones fue el ganador y recibió diez hachas de doble filo como premio, mientras Teucro recibió diez hachas de filo sencillo.

## Lanzamiento de jabalina
A esta prueba se presentaron Agamenón y Meríones. La prueba no llegó a celebrarse puesto que Aquiles concedió la victoria a Agamenón sin necesidad de realizar la prueba, no por su rango sino por ser el más fuerte lanzador de pica entre los aqueos. Agamenón se llevó el premio de un caldero adornado con flores, y Meríones se llevó como premio una pica de bronce.